# Biologisch Jaarboek
Biologisch Jaarboek (abreviado Biol. Jaarb.) es una revista con ilustraciones y descripciones botánicas que es editada desde el año 1934 con el nombre de Biologisch Jaarboek; uitgegeven door het k. natuurwetenschappelijk genootschap Dodonaea te Gent.